# Vtáčí ostrov (Gabčíkovo)
Vtáčí ostrov je malý ostrov (6,86 ha) nacházející se v Hrušovské nádrži (2 518 ha), která je součástí vodního díla Gabčíkovo, jihozápadně od Šamorína. Ostrov byl vybudován jako částečná náhrada za zdevastované území lužních lesů při výstavbě soustavy vodních děl Gabčíkovo-Nagymaros. Je součástí navrhovaného chráněného ptačího území Dunajské luhy s ochranou útočišť vodního ptactva. Nejvýznamnějšími hniezdiči je racek černohlavý (Larus melanocephalus), která hnízdí na Slovensku jen tu a vodouš rudonohý (Tringa totanus), který hnízdí na západním Slovensku pouze zde. Veřejnosti je ostrov v období hnízdění, migrace a zimování nepřístupný.

## Význam pro ptactvo obecně
- jedno z nejvýznamnějších hnízdišť pro racka černohlavého na Slovensku
- po výstavbě vodního díla Gabčíkovo a zničení původních stanovišť jedna z mála lokalit, kde stále vodní ptáci mají vhodné podmínky pro hnízdění
- podmínky pro výskyt vodního ptactva jsou závislé na managementu a údržbě ostrova

## Geografická charakteristika
- rozloha 6,86 ha
- většina ostrova je porostlá trávou, bez souvislého lesního porostu
- břehy jsou kamenné, těžko přístupné
- nejbližší břeh je vzdálen 700 metrů

## Hnízdící druhy
- racek chechtavý
- racek černohlavý
- rybák obecný

## Zimující druhy
- polák chocholačka
- polák velký
- husa běločelá